# Hardbop
Hardbop (engelska: hard bop) är en riktning inom jazzen som var mest framträdande under 1950- och 1960-talen. En känd utövare var Miles Davis. Andra viktiga musiker var trumslagaren Art Blakey, tenorsaxofonisten Sonny Rollins, pianisten Horace Silver, trumpetaren Clifford Brown samt kompositören och tenorsaxofonisten Benny Golson. Hardbop utmärker sig, till skillnad från bebop, av att man spelar mera evergreens och ballader, mera flytande rytm samt senare även mer avancerad harmonik.
Inflytande från blues och gospel skapade sidogenren souljazz.